# مقاطعة داكوتا (مينيسوتا)
مقاطعة داكوتا (بالإنجليزية: Dakota County)‏ هي إحدى مقاطعات ولاية مينيسوتا في الولايات المتحدة الأمريكية.

## أعلام
- نيللي ستون جونسون
- جوزيف إل. دونوفان
- مات ليتل
- وارن ميلر